# Sanatorium Under the Sign of the Hourglass : a tribute to Bruno Schultz

Sanatorium Under the Sign of the Hourglass: A Tribute to Bruno Schultz, qui porte en sous-titre The Cracow Klezmer Band plays the music of John Zorn, est un album joué par The Cracow Klezmer Band, sorti en 2005 sur le label Tzadik. Les compositions de John Zorn sont arrangées par Jarosław Bester. Cet album appartient au répertoire de Masada. Certaines des compositions ont déjà été enregistrées par la formation originale de Masada (Zorn, Douglas, Cohen et Baron).

## Titres
| 1.    | Meshakh   | 4:55  |
| 2.    | Galgalim  | 5:14  |
| 3.    | Tirzah    | 10:39 |
| 4.    | Yesod     | 4:44  |
| 5.    | Pagiel    | 7:33  |
| 6.    | Adithaim  | 6:44  |
| 7.    | Hamadah   | 6:17  |
| 8.    | Regalim   | 4:43  |
| 9.    | Demai     | 9:07  |
| 10.   | Meholalot | 5:39  |
| 65:35 |           |       |

## Personnel
- Jarosław Tyrala - Violon
- Jarosław Bester - accordéon
- Oleg Dyyak - accordéon, clarinette, percussion
- Wojciech Front - contrebasse

Invitée spéciale :
- Grażyna Auguścik - chant